# 東北大学青葉山キャンパス
東北大学 青葉山キャンパス（とうほくだいがく あおばやまキャンパス）は、宮城県仙台市青葉区荒巻に所在する東北大学のキャンパスの一つである。その名の通り青葉山山中に置かれているキャンパスで、広大な敷地と豊かな自然が特徴である。

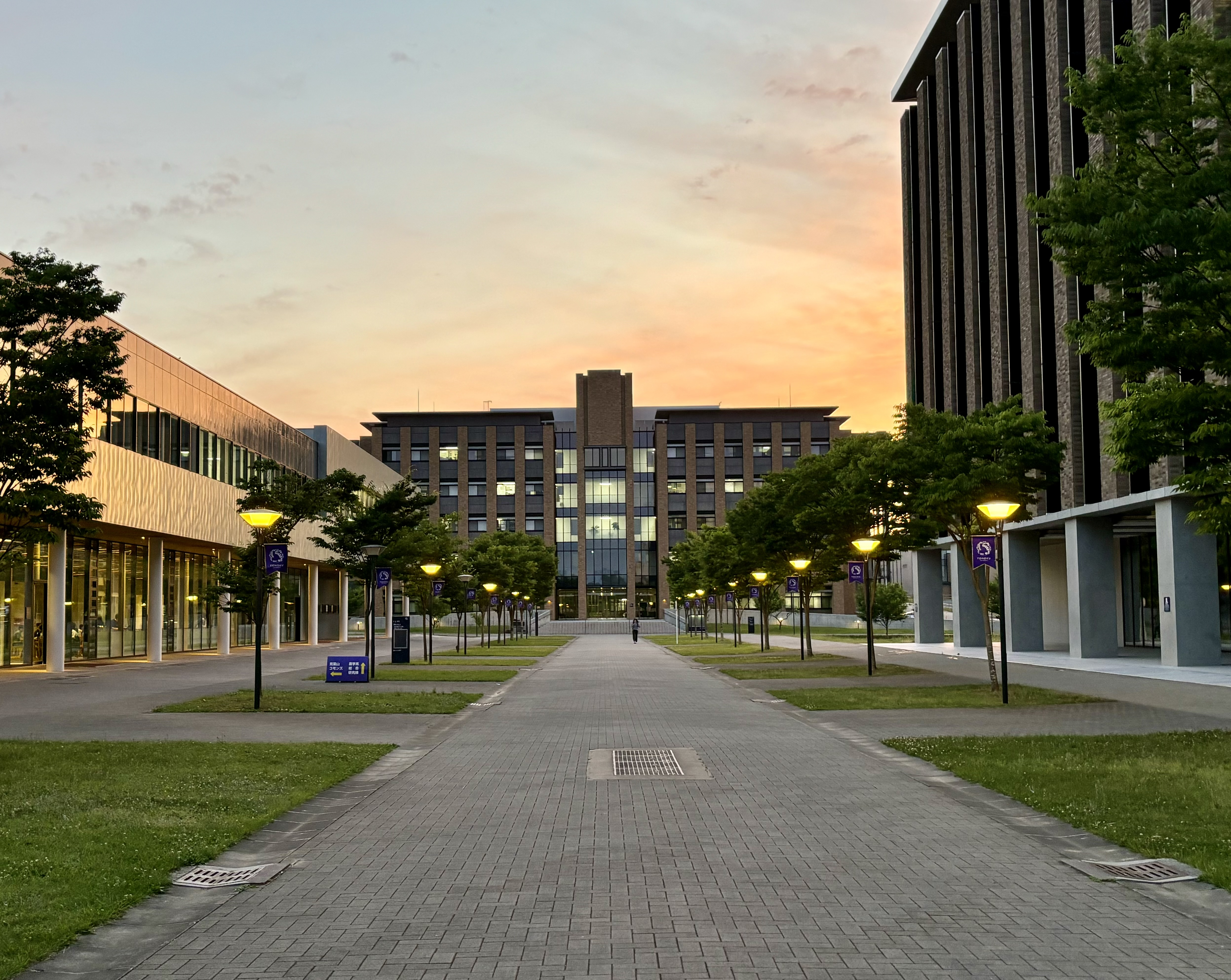
東北大学青葉山新キャンパス

## 概要
東北大学の理系学部の施設が集積しているキャンパスで、理学部・薬学部・理学研究科・薬学研究科などが使用する青葉山北キャンパスと工学部・工学研究科・環境科学研究科・情報科学研究科・医工学研究科などが使用する青葉山東キャンパス、農学部・農学研究科などが使用する青葉山新キャンパスを擁する。総敷地面積は1,581,547m2である。

## 歴史

### キャンパス設置にむけて
1957年11月に文部省が発表した科学技術振興方策の実施に伴い、東北大学は理工系学部の拡充を行うこととなった。工学部は学部の建物面積を従来の4倍にするという拡充案を評議会で提示したが、この案が実行された場合、工学部の立地する片平地区では土地・建物の狭隘化が問題になることが予想されたため、東北大学は大学全体の再編計画を構想していくこととなった。そこで黒川利雄学長は青葉山地区の旧米軍用地33万坪に着目した。しかし、この土地は食糧増産と失業対策のために閣議決定された緊急開拓事業実施要領に則り、開拓事業をすることになっており、開拓者らに払い下げの優先権があった。そのため、東北大学と青葉山開拓組合は土地を巡って争うこととなったが、最終的に東北大学が開拓者らに対して金銭で離作補償をすることで決定した。こうして、工学部機械系三学科（精密工学科・機械工学科・機械第二工学科）の移設工事が開始された。

### 農学部の移転見送り

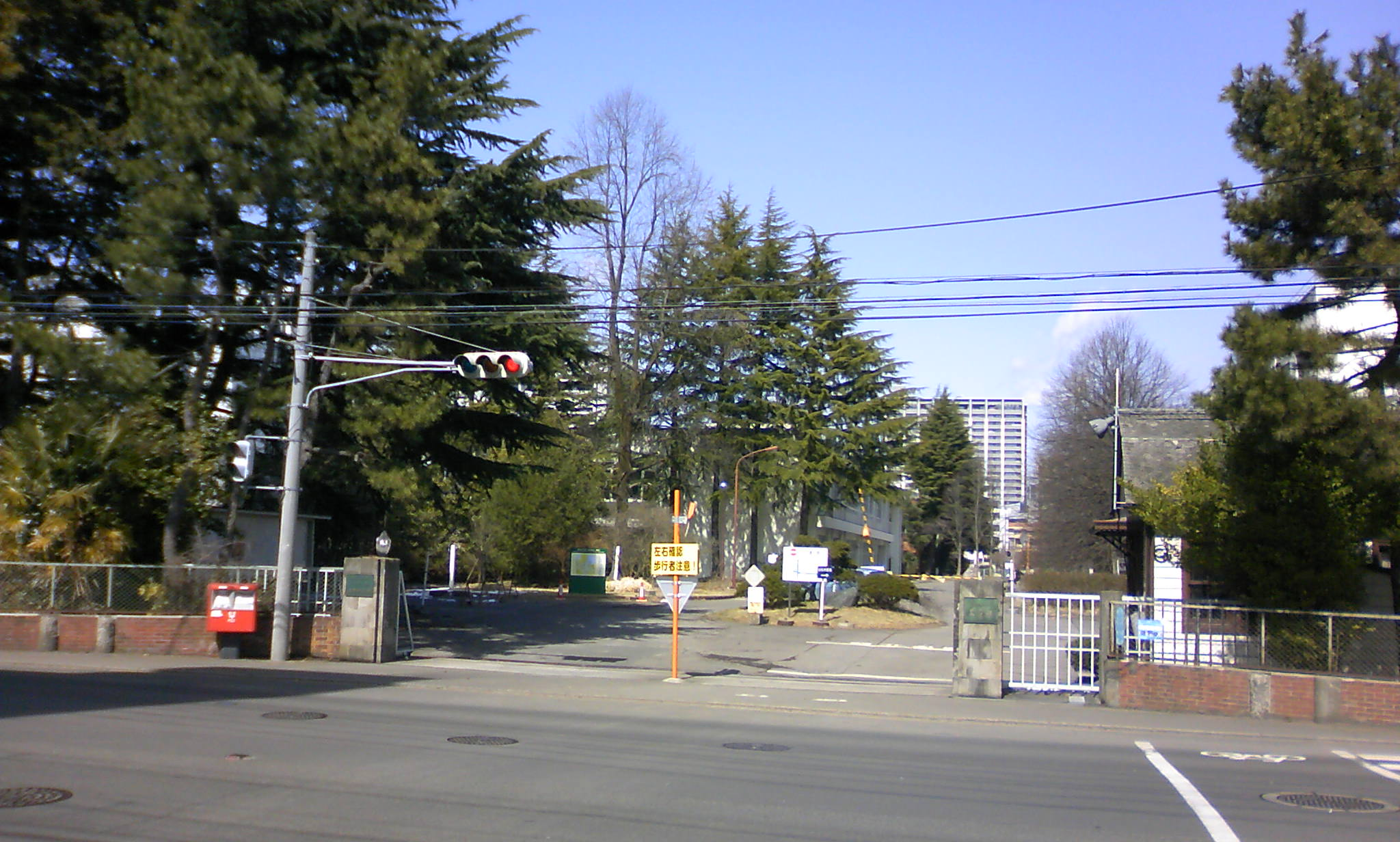
旧東北大学雨宮キャンパス
現在、跡地は売却され仙台厚生病院やイオンモール仙台上杉などの開発が事業中。

農学部では、教授会で移転に関して議論が行われた際、教授らは『総合移転計画に参加し、方針としては移転する』という意向にまとまったとされ、当時の有山農学部長は教授会の了解を得たものとして考え、移転計画への賛意を表明した。有山の後任を任された梅津農学部長も農業工学科および林学科の二つの学科新設のために広大な土地が必要であると考えていたため、「条件さえ整えば青葉山に移転する」と当時の愛知文部大臣に明言した。梅津は農学部の移転予定地として久保田山地区全部を要求していた。
着々と移転計画が進む一方で、農学部教授会内部には農学部移転を前提とした審議が進むにつれ、農学部教授会の決定なしに移転が実施されるのではないかという警戒感が醸成されていた。そんななか、「移転の実現が可能と考えられるような条件について」の検討を教授会から付託されていた農学部青葉山問題委員会は「久保田山地区移転に反対する理由書」と題した報告書を農学部教授会に提出した。その中には、移転に反対する理由として「久保田山地区は、生物環境的に作物栽培に不適当であること」「久保田山地区は地形的に研究上利用できる面積が少ないこと」「久保田山地区は孤立しており、他学部との密な交流・相互連絡が困難であること」を挙げていた。これは梅津が農学部長就任以来示してきた、農学部教授会の意思として移転は決定しているという方針とは矛盾するもので、東北大学石津学長は、鳥羽農学部長代理に海外出張のために不在の梅津の代わりに農学部の早急な態度決定を要望した。鳥羽は教授会での協議内容および青葉山問題委員会報告に基づき、久保田山地区は農学部の移転先には不適格と発言せざるを得ないと申し入れた。そして、梅津の後任を任された内山農学部長のもと、「農学部は久保田地区への移転をせず、宮城教育大学が久保田山地区を使用することに異存はない」という書簡が宮城教育大学に提出され、農学部は雨宮地区に残存することが決定された。

### 新キャンパス設置
1992年（平成4年）1月、宮城県知事浅野史郎のもと、青葉山県有地の利活用についての議論を目的とした私的諮問機関である「青葉山県有地の土地利用に関する懇談会」が設置された。これを受けて、当時の東北大学学長であった西澤潤一は仙台市内に分散し、施設の老朽化が進む片平キャンパスや雨宮キャンパスなどを県有地に移転・統合することで学術研究機能を強化しようと考えた。そして、県有地をキャンパスとして活用する案の是非を評議会で審議し、これが承認され、雨宮キャンパスと片平キャンパスを廃して青葉山県有地に本部を含む機能を移転することが決定した。懇談会も東北大学のキャンパス用地として県有地を活用することに賛成する報告書を県知事に提出しており、これを受けて西澤総長は1992年11月1日に県知事に対して青葉山県有地の譲渡を正式に要請した。
県有地の譲渡を要請した東北大学はキャンパスの将来構想の立案に取り組みはじめた。1994年12月12日の評議会で各学部長や研究所長、評議員からなるキャンパス将来構造検討委員会を設置することが決定され、青葉山県有地以外の土地の取得も視野にいれた大学全体のキャンパス将来構想を検討することとなった。委員会で構想案が検討され続けられた結果、1996年5月28日の評議会で「東北大学新キャンパス構想」が決定された。この構想では、東北大学が教育研究機関としてさらなる発展を遂げるために「一体的キャンパスを目指す」「創造性あふれる教育研究の場を目指す」「社会に開かれた大学を目指す」という三つの指針をうちたてた。そしてこの指針を実現するためには青葉山地帯に全学の主要な研究教育施設を展開することが必要であると主張し、快適で迅速な通学・通勤手段の確保、交通体系の整備を強く求め、1996年に東北大学では新交通システム委員会が設置し、仙台市との間で協議を進めた。当初、検討されていたのは仙台市が都市計画道路として計画を進めていた川内旗立線の上に高架の新交通システムを建設するという案であったが、高架よりか地下鉄のほうが、「東北大学が川内旗立線建設のために提供する面積が少ない」「景観や環境が損なわない」「県有地への移転整備に不可欠な輸送手段の確保ができる」と判断され、最終的には、都市計画道路川内旗立線と地下鉄が建設されることとなった。かくして、その後の移転整備計画では地下鉄東西線青葉山駅や都市計画道路川内旗立線の設置を前提として具体化がはかられていくこととなった。
1996年7月29日には「新キャンパス部局配置について」が評議会において審議決定した。この配置案は「東北大学新キャンパス構想」に基づいて、100年後の配置案（A案）と片平・雨宮キャンパスが移転する時の部局配置案（B案）からなっていた。
A案 - 片平・雨宮キャンパスのみならず星稜キャンパスの機能も川内・青葉山に移転。川内地区の教育研究の大幅な再配置も実現。川内地区には医学系学部・研究科と社会科学系学部・研究科を、青葉山地区には理工系学部・研究科や諸研究所などを配置する。
B案 - 星稜地区、川内地区および青葉山地区の理学部・工学部・薬学部はおおむね現在地とし、青葉山県有地に事務局や学生部といった各種サービス部門を中心に配置。西側に国際文化研究科、東北アジア研究センターを、北側に情報科学研究科、極低温科学センターなどを、南側に農学部や遺伝生態研究センターなどバイオサイエンス系部局および金属材料研究所をはじめとした諸大学附置研究所を配置する。
「東北大学新キャンパス構想」を決定した東北大学は、部局の建物配置やライフライン、環境整備などについて検討する機関として施設整備委員会のもとに片平・雨宮地区等整備専門委員会を設置した。専門委員会は1996年12月19日に「片平・雨宮地区等移転整備計画策定作業概要」を作成して作業スケジュールを決定し、続いて、「片平・雨宮地区等の移転に関わる新キャンパス整備にあたっての基本的な考え方」を計画具体化のガイドラインとして完成させた。これには、自然林、人工池、散策路、遊歩道、ショッピングモール等をキャンパス内に配置し、職員・学生・市民が交流できる場として整備することや職員・学生・外国人研究員・共同研究者等との情報交換を行うためのスペースの確保、市民との交流施設、ファカルティクラブ、オープンスペース等を整備することなど、開かれたキャンパスとして新キャンパスを作り上げることを意識した施設内容が盛り込まれていた。
2002年3月19日、評議会で片平キャンパスの機能をすべて移転するといういままでの方針を転換して、片平キャンパスの一部を記念建造物、ロースクールなどのエクステンション教育施設、研究所施設として利用するという決定をした。方針転換をした理由として、「歴史的建造物保存や市の中心部活性化への市民的な要求があること」「市街地適合的な新しい教育研究機能が出てきたこと」が挙げられている。「移転特別会計の収支バランスの観点から移転規模の調整が必要であること」とは、つまり「従来の計画を実行すると大赤字になってしまうため、移転規模を調整し、支出を抑える必要がある」ということを意味する。これは、移転方針を決めた当時、片平・雨宮両地区の土地評価額は1,500億円と見積もられていたのに対し、日本経済のデフレ的状況のなかでその価値は2000年ごろになると550億円近くに下落し、片平・雨宮地区を売却して得た金額だけでは従来の移転計画を完全に実行することが不可能になったためである。結果として、2002年5月2日、片平地区約24haのうち、8haが残されることが評議会で決定した。なお、2005年にはさらに計画が変更され、片平地区の売却予定地が南側の5.5haのみに決定され、片平地区の約77%が残ることとなった。
2006年5月31日、宮城県は青葉山県有地を約30億8,700万円で青葉山県有地約81haを売却する仮契約を締結し、同年7月5日に県議会で関連議案が可決されたため、正式に契約が成立した。

### 沿革
- 1957年（昭和32年） - 在日米軍から青葉山一帯が日本に返還され、国有地となる[22]。
- 1961年（昭和36年） - 青葉山国有地が宮城県に払い下げられる[23]。
- 1963年（昭和38年）10月 - 東北大学工学部・工学研究科関連施設が青葉山に着工[40]。
- 1964年（昭和39年）4月28日 - 米軍通信施設跡地に工学部機械系三学科等移設工事起工[7]。
- 1965年（昭和40年）1月 - 工学部機械系三学科建物竣工[41]。
- 1965年（昭和40年）10月 - 片平から工学部原子核工学科が移転完了する[42]。
- 1966年（昭和41年）5月2日 - 青葉山1号道路開通[21]。
- 1967年（昭和42年）
  - 3月 - 片平から工学部電気系三学科・応用物理学科・応用化学科・化学工学科が移転完了する[43][44]。
  - 5月 - 片平から工学部資源工学科が移転完了する[45]。
  - 11月 - 片平から工学部金属系三学科が移転完了する[46][47]。
- 1969年（昭和44年）
  - 3月 - 北四番丁から医学部薬学科が移転完了する[48]。
  - 4月 - 片平から理学部地学科、生物学科が移転完了する[49]。
  - 7月 - 片平から工学部土木工学科・建築学科が移転完了する[50][51]。
- 1971年（昭和46年）5月 - 七ヶ浜町から建築実験所が移転完了した[52]。
- 1972年（昭和47年）8月15日 - 片平から理学部化学科および化学第二学科が移転完了[53][54]。
- 1976年（昭和51年）初頭 - 片平から理学部天文及び地球物理学第一学科、天文及び地球物理学第二学科が移転完了した[55][56]
- 1979年（昭和54年）
  - 時期不明 - 片平から理学部物理学科が移転完了した。
  - 3月 - 片平から理学部数学科が移転完了した[57]。
- 1992年（平成4年）1月24日 - 宮城県が青葉山県有地の土地利用に関する懇談会を設置[58][23]。
- 1994年（平成6年）
  - 7月19日 - 東北大学の評議会が青葉山県有地を使用できる場合には東北大学のキャンパスとすることを承認[58]。
  - 11月1日 - 総長から宮城県知事に対して青葉山県有地譲渡を要請[58][25]。
- 1996年（平成8年）
  - 5月28日 - 東北大学新キャンパス構想を評議会で承認[58]。
  - 7月31日 - 青葉山環境保全懇話会より青葉山キャンパス憲章が提言される[58]。
- 2002年（平成14年）3月 - 東北大学新キャンパス構想を公表[58]。
- 2006年（平成18年）7月5日 - 宮城県と東北大学が青葉山県有地の売買契約に関する議案が県議会で可決され、売買契約が正式に成立[39]。
- 2011年（平成23年）3月11日 - 東北地方太平洋沖地震が発生し、罹災する。
- 2015年（平成27年）12月6日 - 仙台市地下鉄東西線青葉山駅が営業開始。仙台駅から9分で結ばれる立地となった[59]。
- 2017年（平成29年）
  - 4月 - 雨宮から農学部・農学研究科が移転完了する[60]。
  - 5月15日 - 青葉山新キャンパスが竣工する[58][60]。
- 2019年（平成31年）3月28日 - 次世代放射光施設ナノテラスが着工される[61]。
- 2023年（令和5年）3月31日 - 次世代放射光施設ナノテラスが竣工される[62]。
- 2024年（令和6年）4月1日 - 次世代放射光施設ナノテラスが運用開始[63]。

## 青葉山東キャンパス

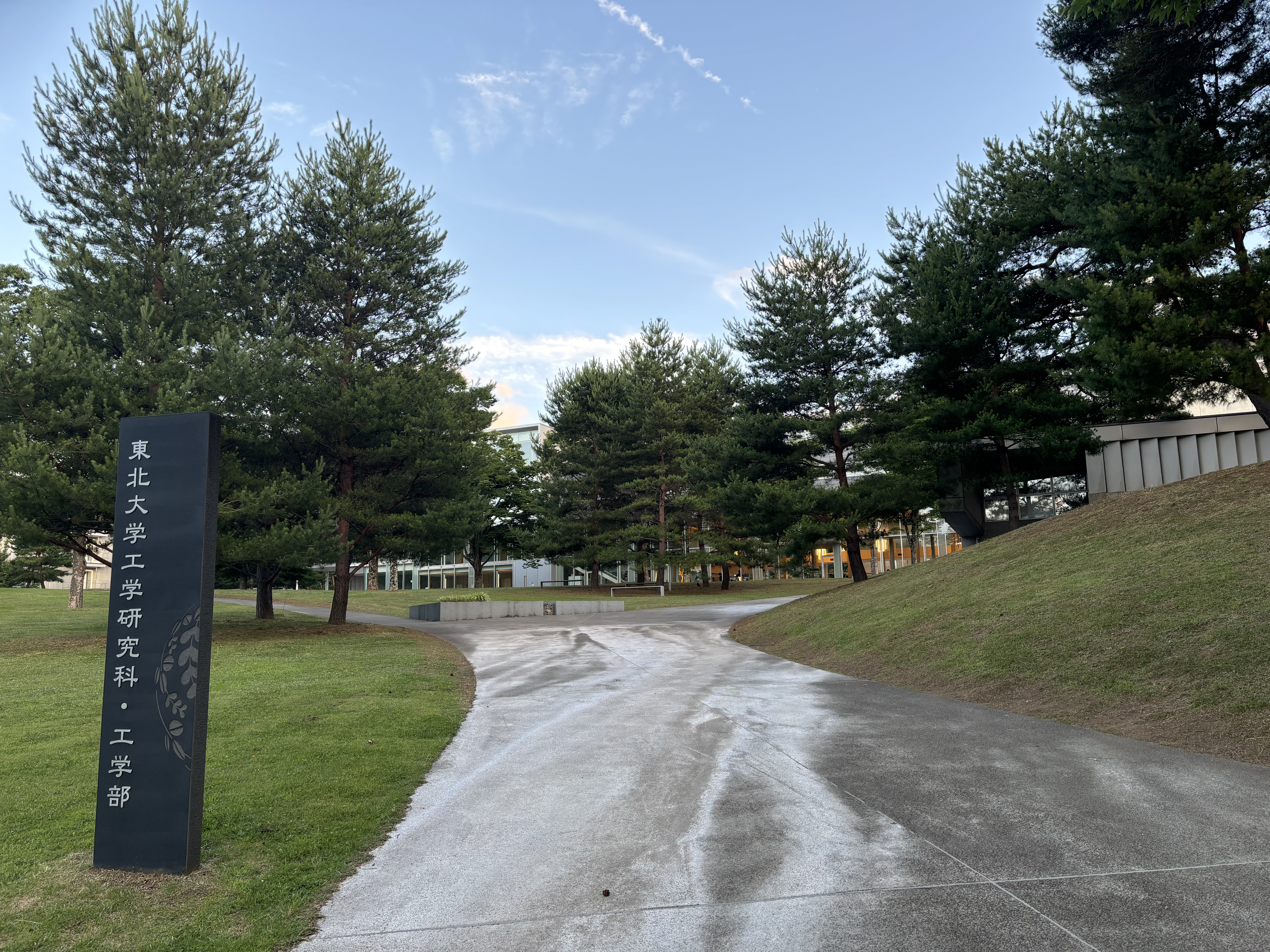
東北大学工学部センタースクエア中央棟

青葉山東キャンパスは、工学部が使用するキャンパスである。青葉山の三キャンパスの中で最も広大なキャンパスであり、仙台市内に所在する東北大学の各学部の占有面積としては最大規模である。AエリアからFエリアまでの6エリアに区分されており、エリアごとに施設を利用する学科や研究科が決められている。
使用学部
工学部
使用研究科
工学研究科、環境科学研究科、医工学研究科
使用附属機関
情報シナジーセンター、学際科学国際高等研究センター、未来科学技術共同研究センター、サイクロトロン・ラジオアイソトープセンター、国際高等研究教育院、産業連携開発機構
交通アクセス
仙台市営バス青葉山駅、工学部西、工学部中央、青葉山植物園西 各停留所下車 徒歩0分
仙台市地下鉄東西線 - 青葉山駅下車 徒歩0分

### 施設

#### Aエリア
Aエリアは青葉山東キャンパスの東端に位置し、工学部・工学研究科の機械・知能系および環境科学研究科が利用する施設が集積している。
- 機械系1号館（A01）
- 機械系講義棟（A02）
- 機械系2号館（A03）
- 機械系実験棟J（A04）
- 機械系実験棟I（A05）
- 機械系実験研究棟（A06）
- 機械・知能系教育実験棟・高機能試作センター（A07）
- 機械系環境材料強度研究棟（A10）
- ナノ医工学研究棟（A13）
- マイクロ・ナノマシニング研究教育センターマイクロマシニング棟（A14）
- 機械・知能系共同棟（A15）
- マイクロ・ナノマシニング研究教育センター ナノマシニング棟（A17）
- ナノ医工学実験棟（A21）
- 自動車の過去・未来館（A30）
- ファミリーマート・こもれびカフェ（A31）
- 量子エネルギー工学専攻本館（A40）
- 量子エネルギー工学専攻 講義棟（A41）
- 放射能災害再生工学研究センター研究棟（A42）
- 放射性同位元素実験室（A43）
- 先進核融合炉工学総合実験棟（A44）
- 放射能災害再生工学研究センター実験棟（A45）
- 高速中性子実験室（A46）
- 臨界未満実験装置室（A47）
- 環境科学研究科研究棟（A50）
- 環境科学研究科講義棟（A51）
- 環境科学研究科地殻環境強度特別実験室（A52）
- 環境科学研究科実験棟（A53）
- 環境科学研究科研究棟アネックス（A54）
- エコラボ（A55）

#### Bエリア
Bエリアは青葉山東キャンパスの東端に位置し、工学部・工学研究科のマテリアル・開発系が利用する施設が集積する。
- マテリアル・開発系教育研究棟（B01）
- マテリアル・開発系材料実験棟（B02）
- マテリアル・開発系大講義棟（B03）
- マテリアル・開発系共同研究棟（B04）
- 革新材料研究棟（B11）
- マテリアル・開発系実験・研究棟（B12）
- 教育研究基盤支援棟17（B14）
- 教育研究基盤支援棟14（B15）
- 教育研究基盤支援棟13（B16）
- 環境保全センター実験研究棟（B21）
- 環境保全センター分析棟（B22）
- 環境保全センター 教員棟（B23）
- 地震・噴火予知研究観測センターA棟（B32）
- 地震・噴火予知研究観測センターB棟（B33）
- 地震・噴火予知研究観測センターC棟（B34）

#### Cエリア
Cエリアは青葉山東キャンパスの中央部に位置し、工学部の管理棟や工学研究科の総合研究棟などが立地するほか、購買や食堂も立地する。
- センタースクエア中央棟（C01）
- BOOOK（C02） - 食堂。
- 青葉記念会館（C03）
- 青葉山会館（C04）
- 工学部管理棟（C05）
- ハッチェリースクエア（C06） - 大学発ベンチャーの創出を主目的とした研究プロジェクト育成施設[67]。
- 工学研究科総合研究棟（C10）

#### Dエリア

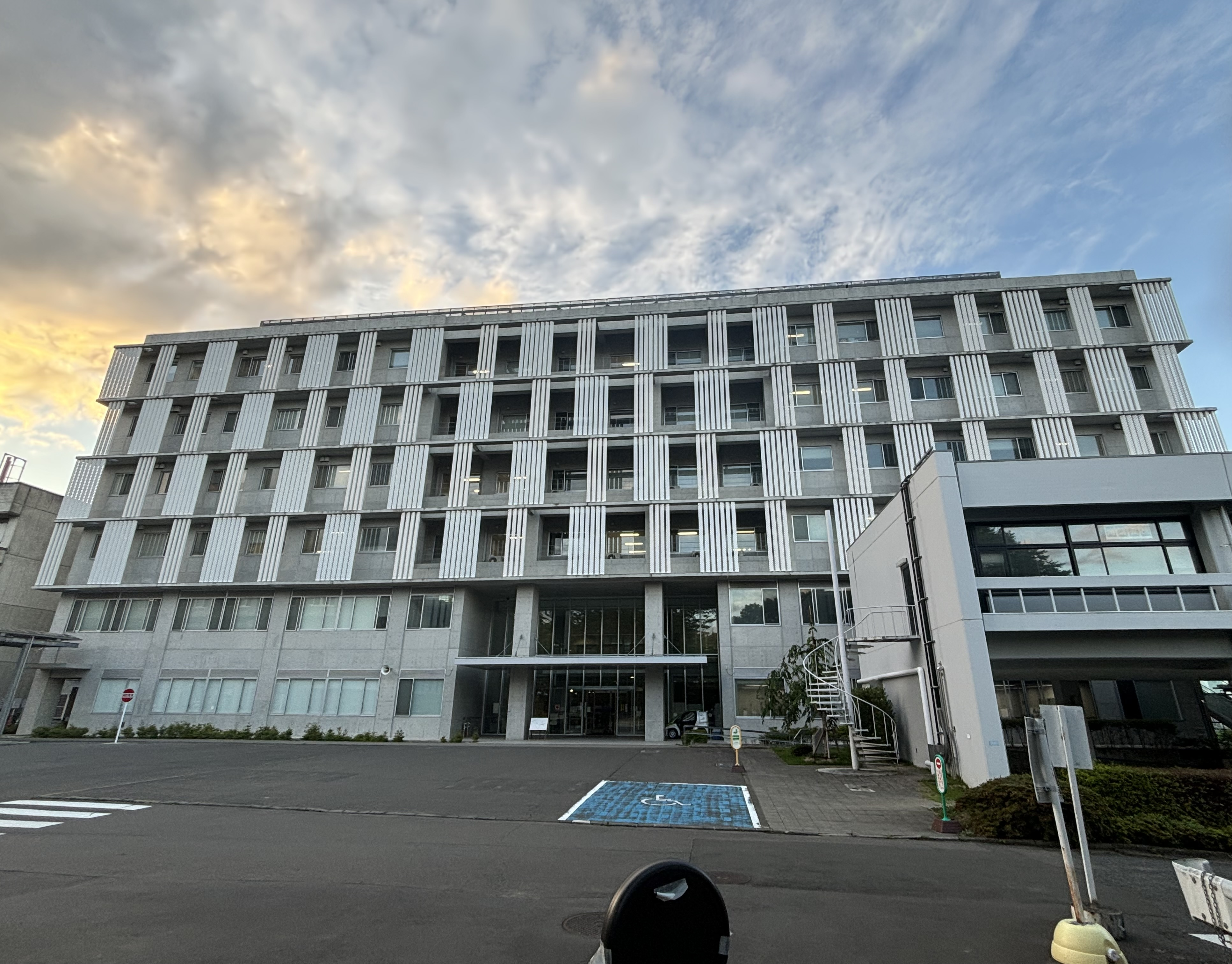
電子情報システム・応物系1号館（D10）

Dエリアは青葉山東キャンパスの中央部に位置し、工学部・工学研究科の電子情報システム・応物系が利用する施設が集積する。
- 東北大学附属図書館工学分館（D01）
- 創造工学センター（D02）
- 教育研究基盤支援棟10（D07）
- 教育研究基盤支援棟11（D08）
- 教育研究基盤支援棟12（D09）
- 電子情報システム・応物系1号館（D10）
- 電子情報システム・応物系1号館別館（D11）
- 電子情報システム・応物系2号館（D12）
- 電子情報システム・応物系教育研究実験棟（D13）
- 復興記念教育研究未来館（D14）
- 電子情報システム・応物系南講義棟（D18）
- 教育研究基盤支援棟7（D20）

#### Eエリア
Eエリアは青葉山東キャンパスの西端に位置し、工学部・工学研究科の化学・バイオ系が利用する施設が集積する。
- 化学・バイオ系研究棟本館（E01）
- 化学・バイオ系研究棟分館（E02）
- 化学・バイオ系第二研究棟（E03）
- 化学・バイオ系講義棟（E04）
- 化学・バイオ系大講義棟（E05）
- 化学・バイオ系実験棟（E06）
- 工学研究科総合実験棟（E07）
- 超臨界溶媒工学研究棟（E08）
- けやきダイニング（E10）
- 青葉山グラウンド（E20）

#### Fエリア
Fエリアは青葉山東キャンパスの西端に位置し、工学部・工学研究科の人間・環境系や東北大学産業連携機構、未来科学技術共同研究センターなどが利用する施設が集積する。
- 人間・環境系教育研究棟（F01）
- 建築実験棟（F02）
- 社会環境工学実験棟（F03）
- 教育研究基盤支援棟19（F04）
- 建築CLTモデル実証棟（F05）
- 東北大学連携ビジネスインキュベータ（F10）
- 未来科学技術共同研究センター 本館（F11）
- 未来情報産業研究館（F12）

## 青葉山北キャンパス

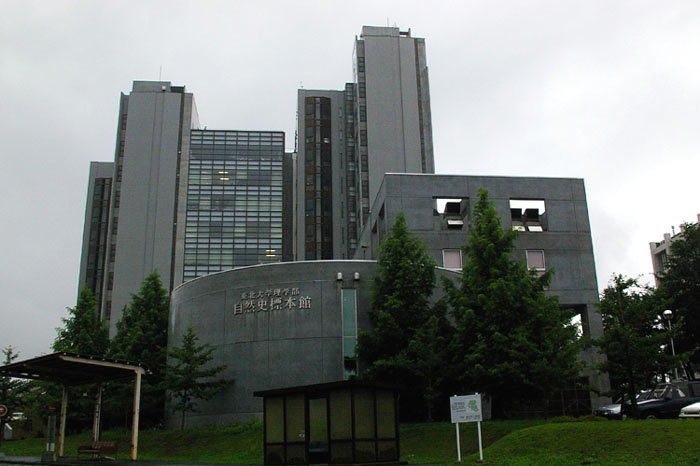
理学部総合研究棟・自然史標本館

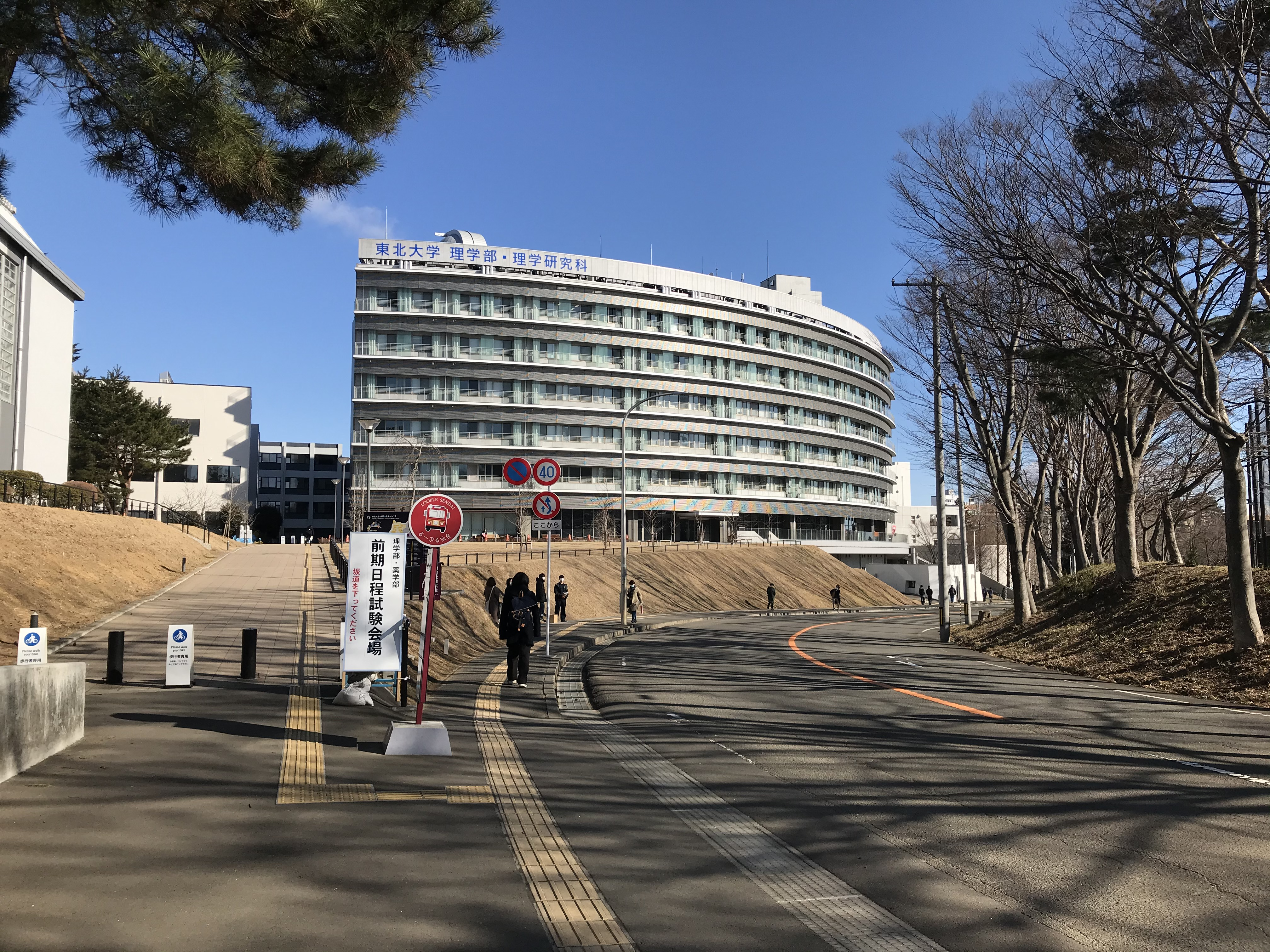
理学研究科合同C棟

青葉山北キャンパスは理・薬学部が使用するキャンパスである。GエリアからIエリアまでの3エリアに区分されており、エリアごとに施設を利用する学科や研究科が決められている。
使用学部
理学部、薬学部
使用研究科
理学研究科、薬学研究科、生命科学研究科、情報科学研究科
使用附属施設
ニュートリノ科学研究センター、学際高等研究教育院、学際科学フロンティア研究所、先端量子ビーム科学研究センター、サイバーサイエンスセンター
交通アクセス
仙台市地下鉄東西線 - 青葉山駅 下車 徒歩0分
仙台市営バス 青葉山駅停留所 下車 徒歩0分

### 施設

#### Gエリア
Gエリアは青葉山北キャンパスの南端に位置し、情報科学研究科や様々な東北大学附属機関が利用する施設が集積している。
- 情報科学研究科教育研究棟（G01）
- 電子情報システム・応物系3号館（G02）
- 青葉山体育館（G03）
- 建築実験所（G04）
- サイバーサイエンスセンター（G05）
- 学際科学フロンティア研究所（G06）
- 教育研究基盤支援棟6（G07）
- サイバーサイエンスセンター2号館（G08）
- RI棟（G11）
- 分子イメージング研究センター（G12）
- サイクロトロン棟（G13）
- RARIコラボ棟（G14）

#### Hエリア

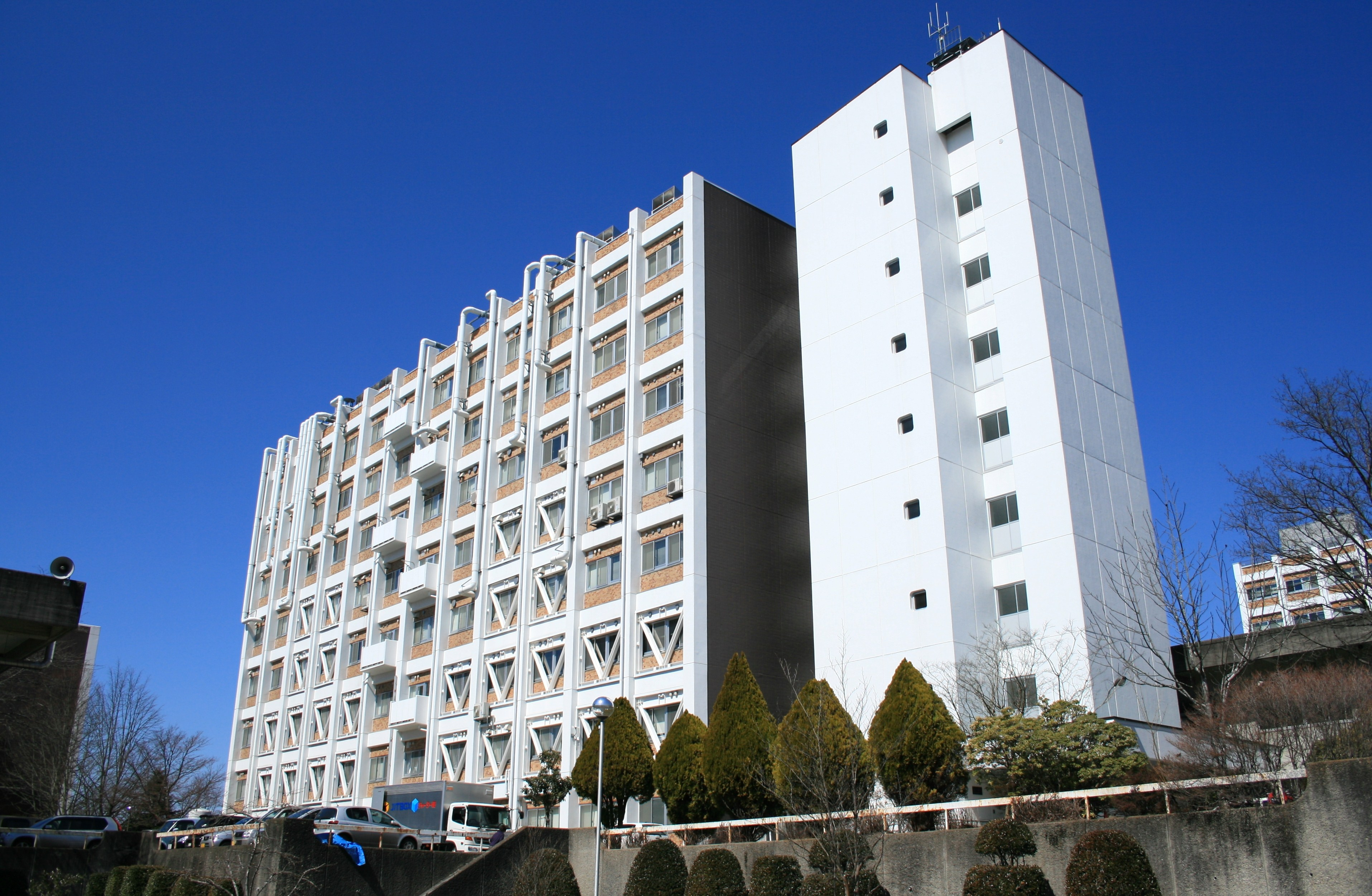
化学系研究棟（H21）

Hエリアは青葉山北キャンパスの中央部に位置し、理学部・理学研究科・生命科学研究科が利用する施設が集積している。
- 自然史標本館（H01）
- 理学研究科合同A棟（H02）
- 理学研究科合同B棟（H03）
- 理学研究科合同C棟（H04）
- 理学研究科合同A棟別館（H05）
- 理学研究科事務棟（H11）
- 地球科学系研究棟（H12）
- 高温高圧実験棟（H13）
- 生物学系学生実験棟（H14）
- 生物学系研究棟（H15）
- 生物学系研究棟別館（H16）
- 巨大分子解析センター棟（H17）
- 超伝導核磁器共鳴装置棟（H18）
- 化学系研究棟（H21）
- 化学系学生実験棟（H22）
- 化学系講義棟（H23）
- 物理系講義棟（H24）
- 極低温科学センター棟別館（H25）
- 物理系研究棟（H26）
- 数学系研究棟（H31）
- 理学研究科大講義棟（H32）
- 数理科学記念館（H33）
- 物理・化学合同棟（H34）
- 機器開発研修棟（H35）
- 極低温科学センター棟（H41）

#### Iエリア

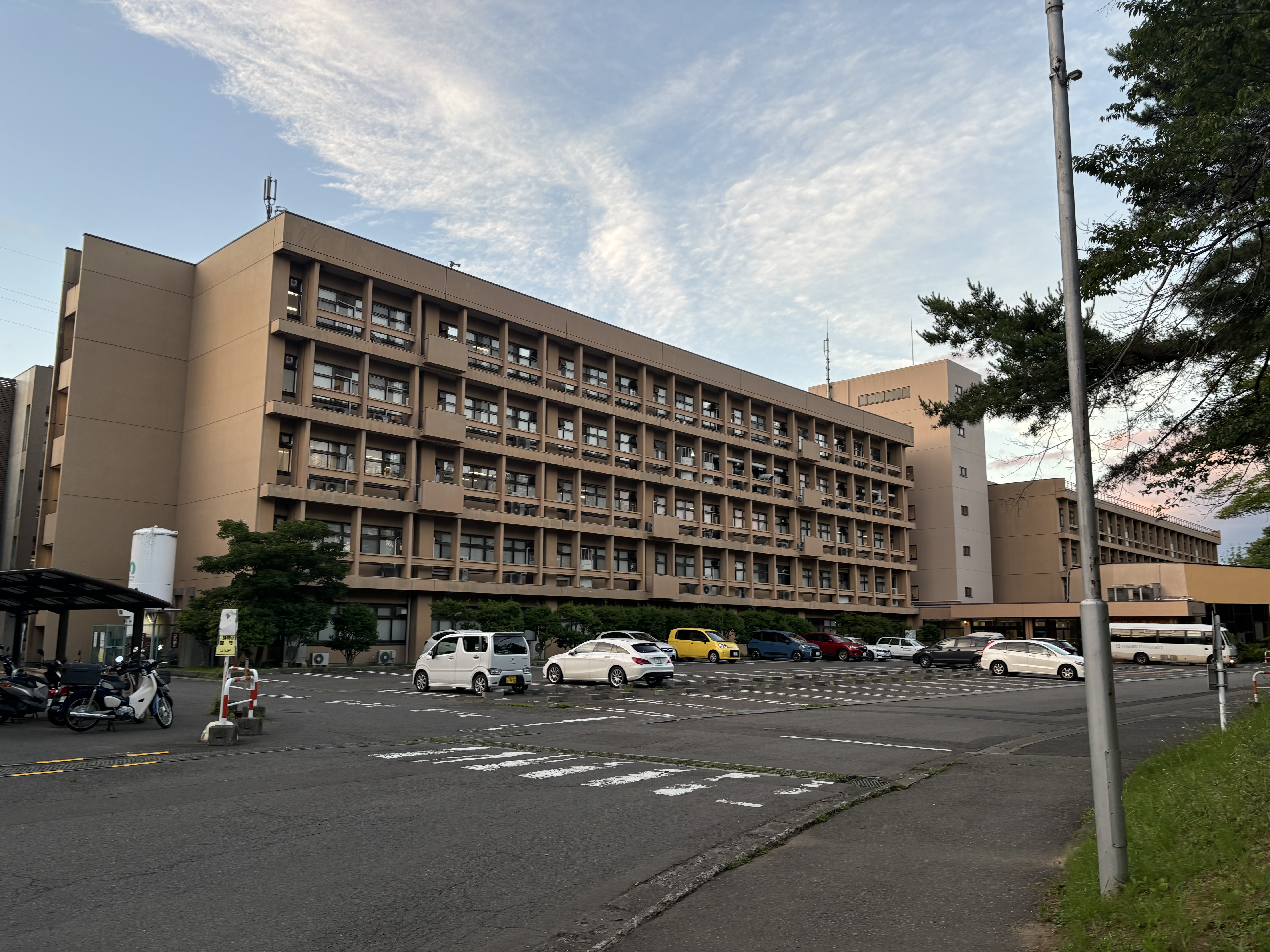
薬学研究科A棟（I12）

Iエリアは青葉山北キャンパスの北東部に位置し、薬学部・薬学研究科やニュートリノ科学研究センターが利用する施設が集積している。
- 北青葉山厚生会館（I01）
- 東北大学附属図書館北青葉山分館（I02）
- ニュートリノ科学研究センター棟別館（I03）
- ニュートリノ科学研究センター棟（I04）
- 薬学研究科D棟（I05）
- 薬学研究科SPF動物実験施設（I06）
- 薬用植物園管理棟（I07）
- 薬学研究科大講義棟（I11）
- 薬学研究科A棟（I12）
- 薬学研究科B棟（I13）
- 薬学研究科C棟（I14）
- 薬学研究科医薬品開発研究センター（I15）
- 薬学研究科動物実験棟（I16）

## 青葉山新キャンパス

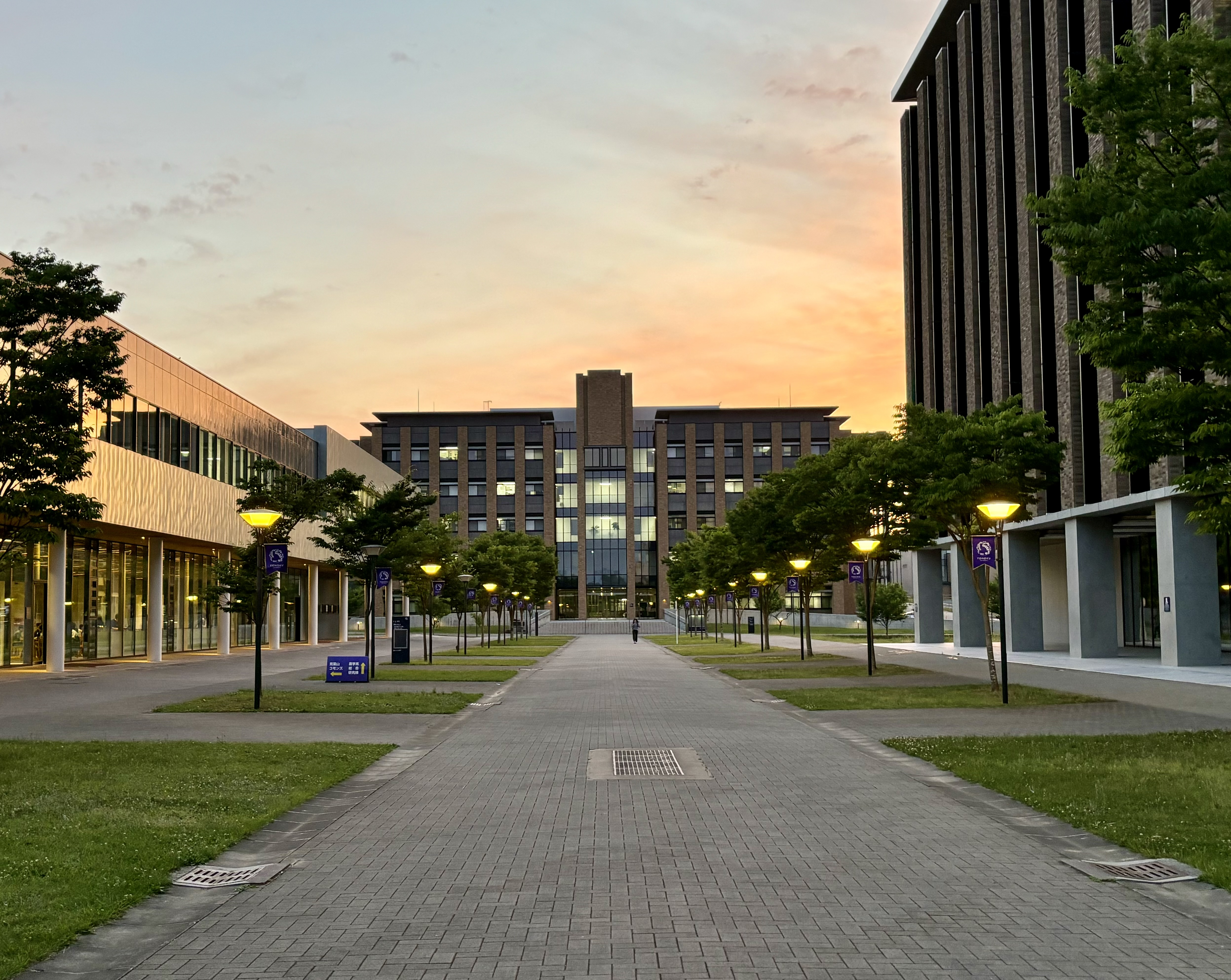
東北大学青葉山新キャンパス農学系総合研究棟

青葉山新キャンパスは、主に理学工学関連の研究所の増設に用いられている他、旧雨宮キャンパスに所在した農学部の移転先としても使用されている。JエリアからNエリアまでの5エリアと実験フィールドに区分されており、エリアごとに施設を利用する学科や研究科が決められている。
2001年まで仙台カントリー倶楽部青葉山コース（青葉山ゴルフ場）として利用されていた土地を整備して、2017年5月15日に竣工した東北大学で最も新しいキャンパスである。宮城県と用地の売買契約をする際に宮城県議会から「県民、市民にも広く開放し、憩うことができるような、緑地の中の開かれた大学として整備すること」という条件が提示されたため、青葉山新キャンパスはキャンパスを囲う壁や柵が存在せず市民に開放されている。総敷地面積は814,123.30m2である。
使用学部
農学部
使用研究科
農学研究科、環境科学研究科
使用附属機関
災害科学国際研究所、レアメタル・グリーンイノベーション研究開発センター、レジリエント社会構築イノベーションセンター、国際集積エレクトロニクス研究開発センター
交通アクセス
仙台市営バス青葉山駅、工学部西、工学部中央、青葉山植物園西 各停留所下車 徒歩0分
仙台市地下鉄東西線 - 青葉山駅下車 徒歩5分

### 施設

#### Jエリア

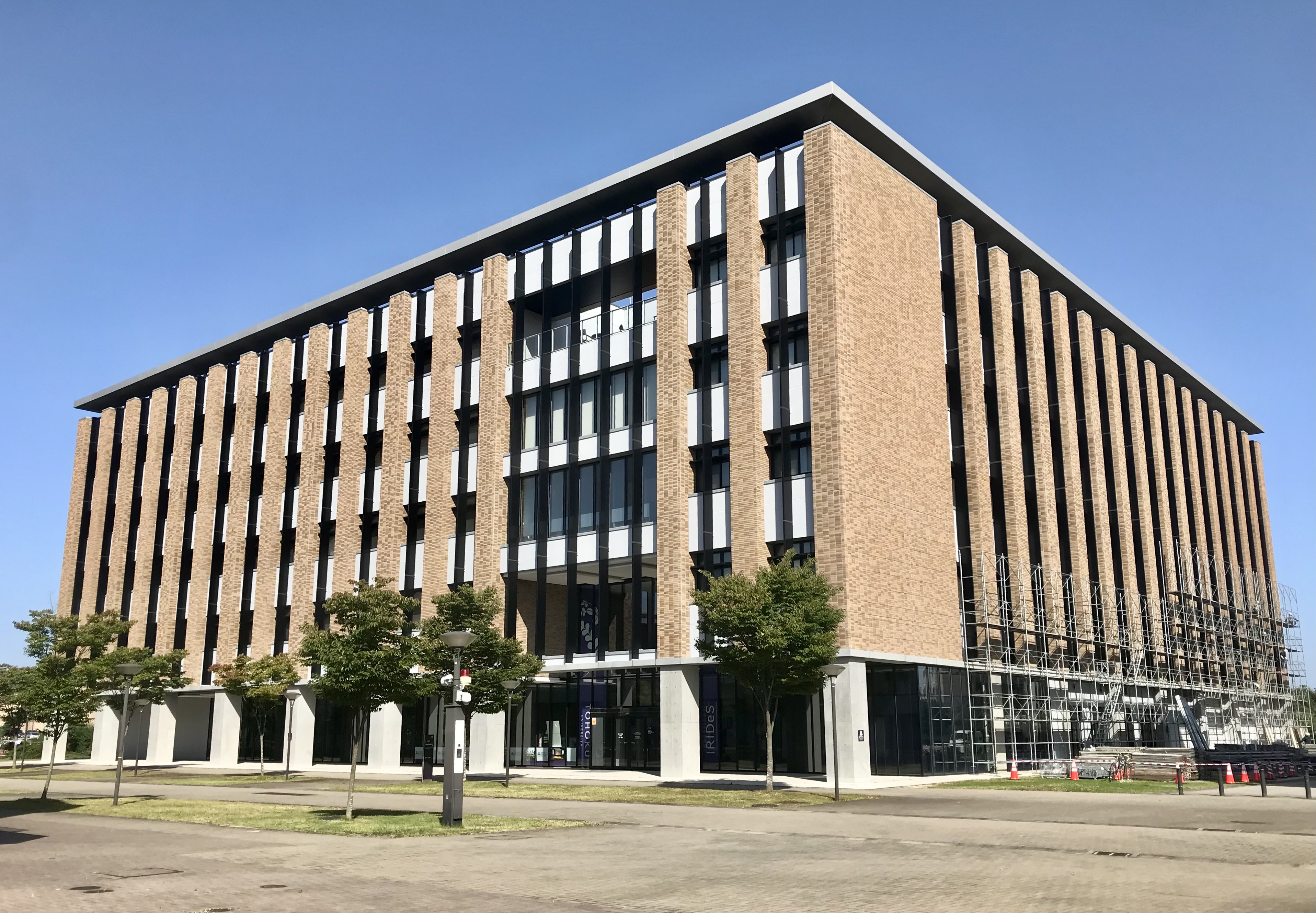
災害科学国際研究所棟（J31）

Jエリアは青葉山新キャンパスの北東部に位置し、環境科学研究科や様々な東北大学の附属機関が利用する施設が集積する。
- レアメタル総合棟（J02）
- レジリエント社会構築イノベーションセンター（J03）
- 未来産業技術共同研究館（J04）
- 青葉山みどり厚生会館（J12）
- マテリアル・イノベーション・センター（J21）
- 環境科学研究科 本館（J22）
- 災害科学国際研究所棟（J31）
- 青葉山コモンズ（J41）
  - 東北大学附属図書館農学分館

#### Kエリア

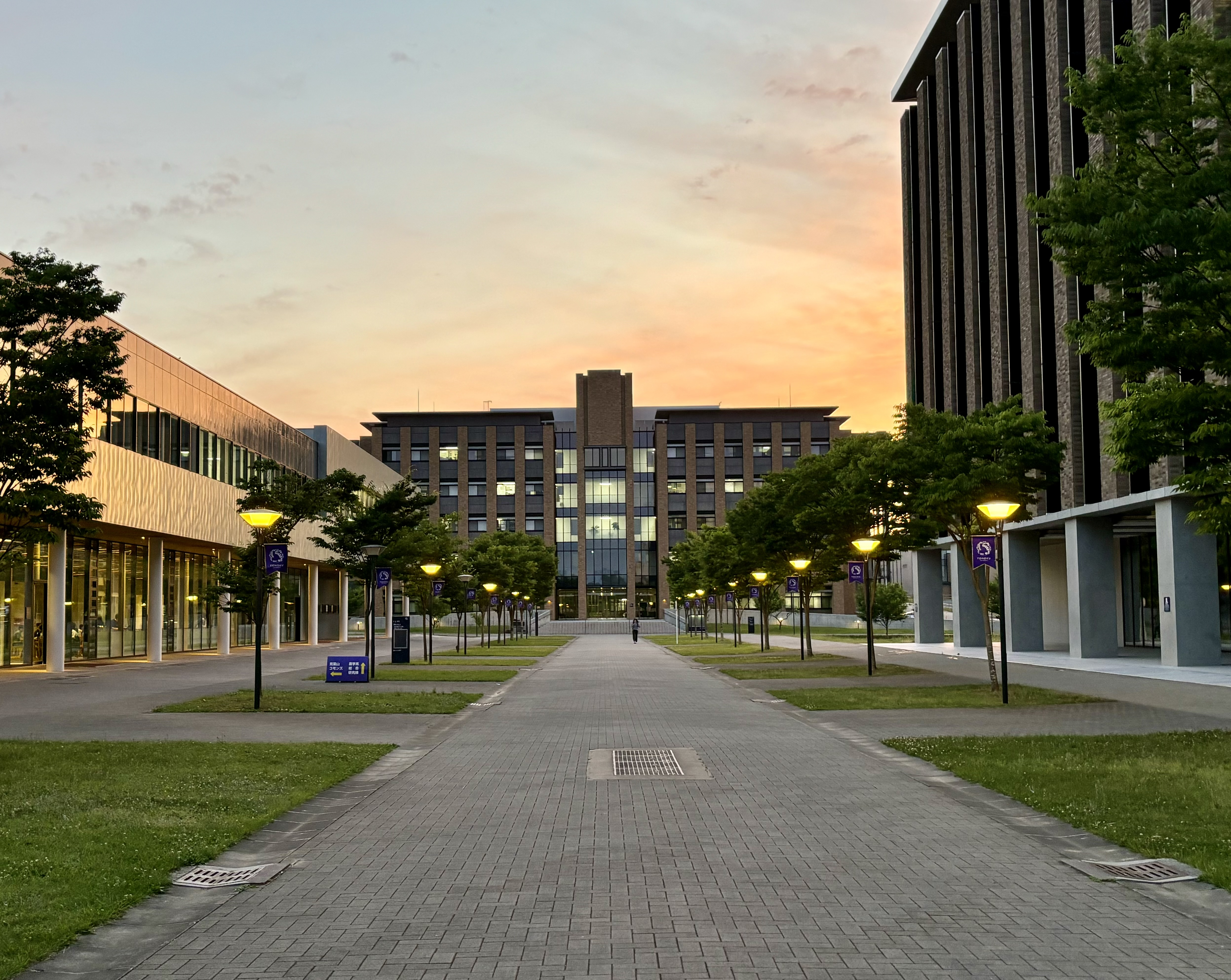
農学系総合研究棟（K01）

Kエリアは青葉山新キャンパスの北西部から西にかけて位置し、農学部・農学研究科が利用する施設が集積するほか、植物実験フィールドが所在する。
- 農学系総合研究棟（K01）
- 農学研究科附属動物研究棟（K02）
- 国際集積エレクトロニクス研究開発センター（K13）
- エネルギーセンター（K21）
- 植物実験フィールド

#### Lエリア

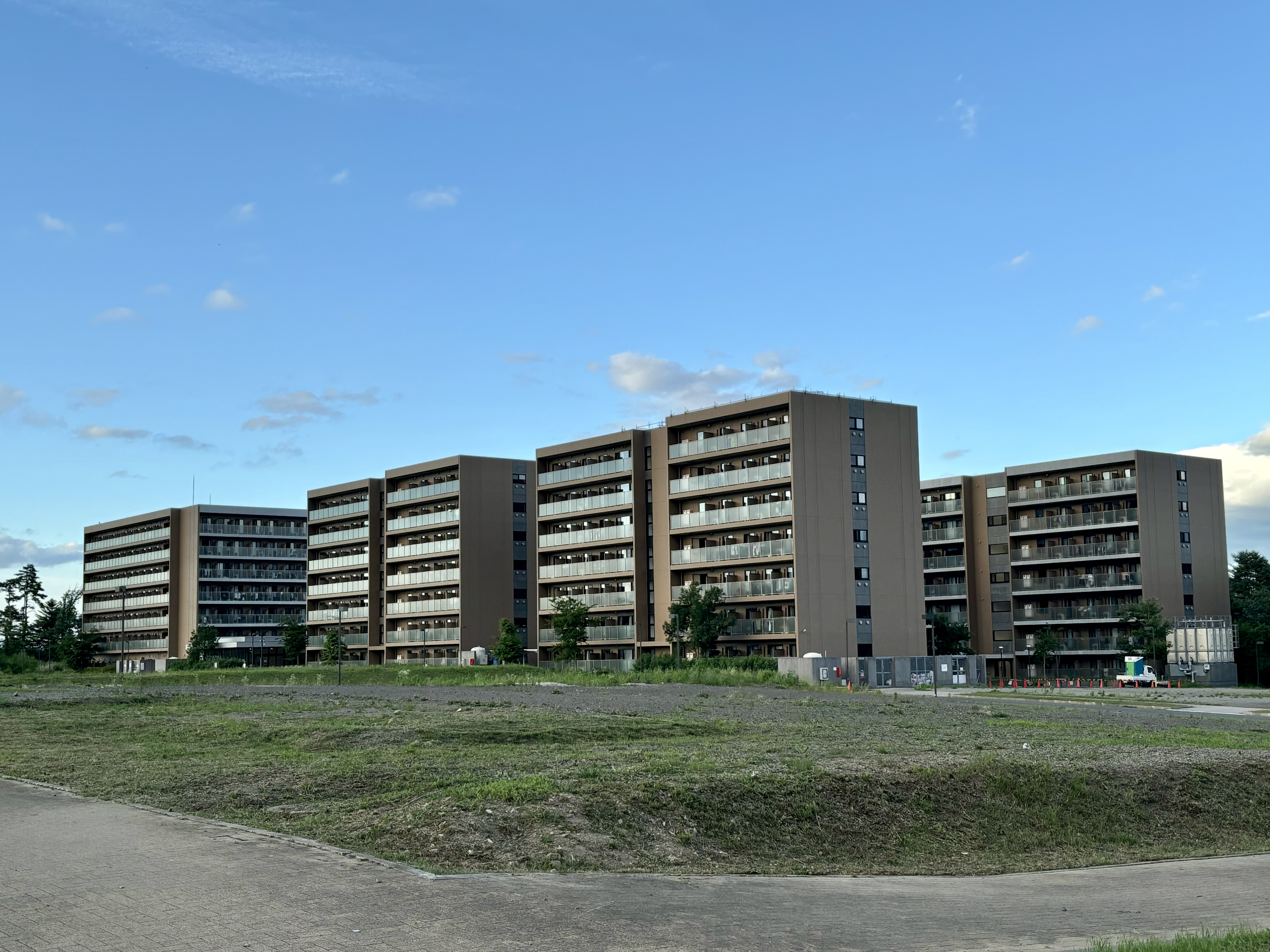
ユニバーシティ・ハウス青葉山

Lエリアは青葉山新キャンパスの西部に位置し、学生寮であるユニバーシティ・ハウス青葉山が立地する。
- ユニバーシティ・ハウス青葉山1号棟（L11）
- ユニバーシティ・ハウス青葉山2号棟（L12）
- ユニバーシティ・ハウス青葉山3号棟（L13）
- ユニバーシティ・ハウス青葉山4号棟（L14）
- ユニバーシティ・ハウス青葉山5号棟（L15）
- ユニバーシティ・ハウス青葉山インタラクション棟（L16）
- ユニバーシティ・ハウス青葉山6号棟（L17）

#### Mエリア
Mエリアは青葉山新キャンパスの南西部に位置し、国際放射光イノベーション・スマート研究棟と青葉山ユニバースが立地する。
- 国際放射光イノベーション・スマート研究棟（M21）
- 青葉山ユニバース（M22） - 企業向けの貸研究室を備える施設[82]。

#### Nエリア
Nエリアは青葉山新キャンパスの南部に位置し、次世代放射光施設ナノテラスが立地する。
- ３GeV高輝度放射光施設NanoTerasu（N11）

## 事件
理学部生物棟・工学部管理棟の封鎖
大学院入試の阻止を唱える全共闘系学生らにより、1969年（昭和44年）10月5日に理学部生物棟が、同年10月16日に工学部管理棟が封鎖された。これを受けて一部の部局では、教官・大学院生が結束して施設内に泊まり込み、出入口を厳重に守るなどの対策を施して防衛にあたった。なお、封鎖は11月に解除され、11月25日から学生らの入構が許可され、授業が再開されたが、大学院入試が延期されるなどの影響があった。